# Janine Beckie
Janine Elizabeth Beckie, född 20 augusti 1994 i Highlands Ranch i Colorado, är en kanadensisk fotbollsspelare som spelar för Portland Thorns.
Beckie blev olympisk bronsmedaljör i fotboll vid sommarspelen 2016 i Rio de Janeiro. Vid olympiska sommarspelen 2020 i Tokyo var Beckie en del av Kanadas lag som tog guld.